# Viktor Koroschetz
Viktor Karl Koroschetz (* 15. Mai 1934; † 3. Februar 2011 in Graz) war ein österreichischer Lehrbuchautor, Professor an der Handelsakademie und Direktor am Berufspädagogischen und am Pädagogischen Institut des Bundes in Steiermark.
Viktor Koroschetz hat nach der Handelsakademie-Matura an der Hochschule für Welthandel in Wien studiert und mit Diplom abgeschlossen (Diplomkaufmann und Mag. rer. soc. oec.). Ab 1959 hat er an den Bundeshandelsakademien Graz und Feldbach kaufmännische Fächer und Datenverarbeitung unterrichtet und EDV-Lehrbüchern verfasst. Ab 1979 war er Direktor am Berufspädagogischen Institut des Bundes in Steiermark, das heute Teil des Pädagogischen Institut des Bundes in Steiermark ist. Seit Juli 1993 war er im Ruhestand. Seit 1954 war Viktor Koroschetz Mitglied der SPÖ.
Breitere Bekanntheit erlangte er durch zahlreiche Kolumnen und Leserbriefe in der Tagespresse.
Viktor Koroschetz war verheiratet und Vater von zwei Söhnen.

## Publikationen
- Fortbildungsbedarf und Fortbildungserwartung der Lehrer an berufsbildenden Schulen in Steiermark, zusammen mit Maria von Peteani; 1981.
- Wie könnten Schulbücher sein?; in: Erziehung und Unterricht, Band 136; Österreichischer Bundesverlag, 1986.
- Ganz einfach – Datenverarbeitung – ganz einfach (zusammen mit seinem Sohn Peter F. Koroschetz und Gerhard I. Heim); 1990.